# 1. Division (Schach) 1999/2000
Die Saison 1999/2000 war die 38. Spielzeit der 1. Division, der damals höchsten Spielklasse der dänischen Mannschaftsmeisterschaft im Schach. 
Der Titelverteidiger SK 1934 Nykøbing, der Århus Skakklub, der Vorjahresaufsteiger Helsinge Skakklub und Office/2 Nordre lieferten sich einen Vierkampf um den Titel, den Nykøbing knapp für sich entschied.
Aus der 2. Division war neben Helsinge der Nørresundby Skakklub aufgestiegen, direkt wieder abstieg. Rein sportlich wäre die Brønshøj Skakforening zweiter Absteiger gewesen, da allerdings der Skakklubben Sydøstfyn (der nur aufgrund der größeren Anzahl an Mannschaftspunkten vor Brønshøj lag) seine Mannschaft zurückzog, blieb Brønshøj in der 1. Division. Zu den gemeldeten Mannschaftskadern siehe Mannschaftskader der 1. Division (Schach) 1999/2000.

## Spieltermine
Die Wettkämpfe wurden ausgetragen am 7., 20. und 21. November 1999, 16. Januar 2000, 6. Februar 2000 sowie am 18. und 19. März 2000. 

## Abschlusstabelle
| Pl. | Verein                   | Sp | G | U | V | Brett-P.  | MP   |
| --- | ------------------------ | -- | - | - | - | --------- | ---- |
| 01. | SK 1934 Nykøbing (M)     | 7  | 5 | 1 | 1 | 33,0:23,0 | 11:3 |
| 02. | Århus Skakklub           | 7  | 4 | 1 | 2 | 31,5:24,5 | 9:5  |
| 03. | Helsinge Skakklub (N)    | 7  | 3 | 1 | 3 | 31,0:25,0 | 7:7  |
| 04. | Office/2 Nordre          | 7  | 4 | 1 | 2 | 29,5:26,5 | 9:5  |
| 05. | Skolernes Skakklub       | 7  | 3 | 2 | 2 | 27,5:28,5 | 8:6  |
| 06. | Skakklubben Sydøstfyn    | 7  | 3 | 0 | 4 | 25,0:31,0 | 6:8  |
| 07. | Brønshøj Skakforening    | 7  | 0 | 2 | 5 | 25,0:31,0 | 2:12 |
| 08. | Nørresundby Skakklub (N) | 7  | 1 | 2 | 4 | 21,5:34,5 | 4:10 |

### Entscheidungen
|     | Dänischer Mannschaftsmeister: SK 1934 Nykøbing                                                   |
|     | Absteiger in die 2. Division: Skakklubben Sydøstfyn (freiwilliger Rückzug), Nørresundby Skakklub |
| (M) | Meister der letzten Saison                                                                       |
| (N) | Aufsteiger der letzten Saison                                                                    |

### Kreuztabelle
| Ergebnisse | Ergebnisse            | 01. | 02. | 03. | 04. | 05. | 06. | 07. | 08. |
| ---------- | --------------------- | --- | --- | --- | --- | --- | --- | --- | --- |
| 01.        | SK 1934 Nykøbing      |     | 4½  | 4½  | 5   | 4   | 3½  | 4½  | 7   |
| 02.        | Århus Skakklub        | 3½  |     | 5   | 3½  | 4   | 5½  | 4½  | 5½  |
| 03.        | Helsinge Skakklub     | 3½  | 3   |     | 3½  | 5   | 6   | 4   | 6   |
| 04.        | Office/2 Nordre       | 3   | 4½  | 4½  |     | 3½  | 5   | 5   | 4   |
| 05.        | Skolernes Skakklub    | 4   | 4   | 3   | 4½  |     | 4½  | 4½  | 3   |
| 06.        | Skakklubben Sydøstfyn | 4½  | 2½  | 2   | 3   | 3½  |     | 4½  | 5   |
| 07.        | Brønshøj Skakforening | 3½  | 3½  | 4   | 3   | 3½  | 3½  |     | 4   |
| 08.        | Nørresundby Skakklub  | 1   | 2½  | 2   | 4   | 5   | 3   | 4   |     |

## Die Meistermannschaft
| 1. | SK 1934 Nykøbing |
| Abgebildet sind sechs Schachfiguren. In Weiß: König, Läufer und Bauer. In Schwarz: Dame, Turm und Springer. | Lars Bo Hansen, Henrik Danielsen, Erling Mortensen, Mikkel Antonsen, Semir Nikontovic, Jens Hartung-Nielsen, Nils Linde Olsen, Henning Nielsen, Kasper Kristensen, Erling Larsen, Kasper Rasmussen. |